# PGC 2191151
LEDA/PGC 2191151 ist eine Galaxie im Sternbild Perseus am Nordsternhimmel. Sie ist schätzungsweise 494 Millionen Lichtjahre von der Milchstraße entfernt. Vom Sonnensystem aus entfernt sich das Objekt mit einer errechneten Radialgeschwindigkeit von näherungsweise 11.000 Kilometern pro Sekunde. Nach Lage der Daten bildet sie gemeinsam mit PGC 2190794 ein gravitativ gebundenes Galaxienpaar.

## Galaktisches Umfeld
| Nr. | Galaxie          | Alternativname            | Rek          | Dek          | Distanz/asec |
| --- | ---------------- | ------------------------- | ------------ | ------------ | ------------ |
| →   | LEDA/PGC 2191151 | WISEA J024539.34+420146.3 | 02h45m39.40s | +42d01m46.4s | 0            |
| 1   | LEDA/PGC 2190794 | 2MASX J02454372+4200380   | 02h45m43.72s | +42d00m38.2s | 83.51        |
| 2   | LEDA/PGC 10476   | UGC 2231                  | 02h46m05.33s | +42d06m05.7s | 385.16       |
| 3   | LEDA/PGC 2189444 | 2MASX J02460517+4156127   | 02h46m05.19s | +41d56m13.0s | 440.80       |
| 4   | LEDA/PGC 10440   | UGC 2226                  | 02h45m36.30s | +42d09m27.3s | 461.70       |
| 5   | LEDA/PGC 10435   | CGCG 539-092              | 02h45m32.32s | +42d09m28.0s | 467.60       |
| 6   | LEDA/PGC 10401   | UGC 2215                  | 02h44m52.78s | +41d59m19.3s | 540.14       |
| 7   | LEDA/PGC 213081  | 2MASX J02453277+4211481   | 02h45m32.78s | +42d11m48.3s | 605.62       |
| 8   | LEDA/PGC 2187764 | 2MASX J02455424+4150228   | 02h45m54.25s | +41d50m22.9s | 703.88       |
| 9   | LEDA/PGC 2192963 | 2MASX J02463408+4207513   | 02h46m34.10s | +42d07m51.4s | 709.47       |
| 10  | LEDA/PGC 10521   | CGCG 539-098              | 02h46m47.88s | +42d02m26.3s | 764.26       |
| 11  | LEDA/PGC 2192678 | 2MASX J02464667+4206584   | 02h46m46.67s | +42d06m58.2s | 810.77       |
| 12  | LEDA/PGC 2193800 | 2MASX J02463578+4210453   | 02h46m35.76s | +42d10m45.4s | 826.35       |
| 13  | LEDA/PGC 2190371 | 2MASX J02465699+4159154   | 02h46m56.99s | +41d59m15.5s | 878.05       |
| 14  | LEDA/PGC 2196198 | 2MASX J02454350+4218120   | 02h45m43.51s | +42d18m12.4s | 986.60       |